# スペース カウボーイ
『スペース カウボーイ』（原題：Space Cowboys）は、2000年に公開されたアメリカ合衆国の冒険映画。クリント・イーストウッドが主演・監督・製作した。その他の出演はトミー・リー・ジョーンズ、ドナルド・サザーランド、ジェームズ・ガーナーなど。
ソビエト連邦の古い衛星を修理するために4人の年老いたパイロットらが宇宙に旅立つ。

## ストーリー
1958年、アメリカ空軍のX-15テストパイロットチーム・ダイダロスは、アメリカ初の宇宙飛行士になるはずだった。しかし、直前になってアメリカ政府はダイダロス計画を中止。新設されたNASAが選んだのはチンパンジーだった（※マーキュリー計画）。彼らは宇宙へ行く夢を諦め、技術者として勤務し、やがて退役した。
計画中止から40年余。妻バーバラと共に郊外の一軒家でのんびりと暮らしていたダイダロスのメンバー、フランクにNASAから突然協力依頼が来る。衛星軌道上で旧ソ連によって作られ、ソ連崩壊後のロシアで引き続いて使われている通信衛星「アイコン」が故障。ロシアと協力して修理を行うことになったNASAが調査したところ、かつてアメリカが作った宇宙ステーション「スカイラブ」と同じシステムが使われていたことが判明。しかし、システム自体が古いため設計に関わった者の多くが既に死亡している中、修理できるのは数少ない生き残りであるフランクだけだった。なぜ自分の設計が旧ソ連の通信衛星に使われていたのか疑問に思ったフランクだったが、今もNASAに留まって出世コースを歩んでいたかつての上官・ガーソンと交渉し、チーム・ダイダロスの宇宙行きを約束させる。
操縦技術を活かし曲芸パイロットになっていたホーク、機械技術を活かしジェットコースター技師になっていたジェリー、何故か宗教に目覚め牧師になっていたタンク。そんななか、ガーソンは不安を訴えるロシア軍のヴォストフ将軍に対して「技術だけを聞き出し、フランクたちは宇宙には行かせない」と伝える。かつての仲間たちが集まり訓練を始めるが、訓練を共にする若い飛行士たちはダイダロスのメンバーをバカにして栄養ドリンクを届ける。それでも一訓練に奮闘し、若い飛行士たちへのお返しにフランクたちはベビーフードを届ける。訓練の終盤、フランクは若手飛行士から上層部がチーム・ダイダロスを宇宙へ送るつもりが無いことを聞き出し、激怒してガーソンに抗議する。ガーソンは反論し、さらにホークが膵臓癌のため宇宙に行けないことを告げる。マスコミの報道により人気者となっていたダイダロスは宇宙に行けることになったが、フランクはホークのことを考えて宇宙行きを止めようとする。しかし、フランクやホークの気持ちを知ったサラの尽力により、ホークも含めたメンバー全員が宇宙に行けることになる。
チーム・ダイダロスは2人の若手イーサン、ロジャーと共に宇宙へと飛び立つ。しかし、目の当たりにした「通信衛星」アイコンの正体が核ミサイル6発を搭載した自衛能力付きのミサイル衛星だということが分かり、フランクはガーソンとヴォストフに詰め寄る。ヴォストフは「冷戦時代にガーソンの元から、スカイラブのシステムをKGBが盗み出した」と真相を語る。フランクは修理を止め、衛星のエンジンを使って宇宙空間への投棄を考えるが、任務を優先するイーサンが独断でアイコンを起動させてしまう。そのうえ、衛星のエンジンが誤作動し、フランクのシャトルに衝突、そのまま地球に向けて落下を始める。フランクたちはアイコンの予備エンジンを逆噴射させ、地球への落下の阻止には成功する。だが、予備エンジンを使った影響で人工衛星の軌道に戻すのは不可能となり、衛星用の太陽パネルが破損してしまったため、軌道上に戻しても地球側から制御できないという問題に直面する。これに対し、自分の死期を悟っているホークは核ミサイルの推力を利用して地球から引き離すことを提案。ミサイルの手動点火役を引き受け、自身の夢でもある月に向かうことを告げる。フランクたちは反対するが、ホークは1人アイコンに残り、月へと旅立った。一方、フランクたちは衝突によって問題が発生したシャトルを何とか制御して地球に帰還する。フランクは「ホークは月に辿り着いたはずだ」と語り、バーバラと共に月を眺める。月面で、SAFERの横にホークが腰を掛けて地球を眺めている姿が映し出された所で物語は幕を閉じる。

## 登場人物
フランク・コーヴィン
演 - クリント・イーストウッド
元ダイダロス。妻と静かに暮らしていた。
ホーク・ホーキンズ
演 - トミー・リー・ジョーンズ
パイロットだが無謀操縦をしたりする。妻がいたか亡くなっている。実はガンに侵されている。
ジェリー・オニール
演 - ドナルド・サザーランド
ジェットコースターの設計士。娘がいる。
タンク・サリバン
演 - ジェームズ・ガーナー
牧師。キリストの教えを説いている。
ボブ・ガーソン
演 - ジェームズ・クロムウェル
チームマネージャー。
サラ・ホランド
演 - マーシャ・ゲイ・ハーデン
ボブの部下。技術部門。
ジーン・デイヴィス
演 - ウィリアム・ディヴェイン
主任管制官。
イーサン・グランス
演 - ローレン・ディーン
宇宙飛行士。
ロジャー・ハインズ
演 - コートニー・B・ヴァンス
サポート。
バーバラ・コーヴィン
演 - バーバラ・バブコック
フランクの妻。
ヴォストフ
演 - ラデ・シェルベッジア
ロシアの将軍。
アン・カルザース
演 - ブレア・ブラウン
医師。

## キャスト
| 役名                 | 俳優                         | 日本語吹替                        | 日本語吹替 |
| 役名                 | 俳優                         | ソフト版                          | 日本テレビ版 |
| -------------------- | ---------------------------- | --------------------------------- | --- |
| フランク・コーヴィン | クリント・イーストウッド     | 小林清志                          | 野沢那智 |
| ホーク・ホーキンズ   | トミー・リー・ジョーンズ     | 坂口芳貞                          | 菅生隆之 |
| ジェリー・オニール   | ドナルド・サザーランド       | 松井範雄                          | 広川太一郎 |
| タンク・サリバン     | ジェームズ・ガーナー         | 大塚周夫                          | 青野武 |
| ボブ・ガーソン       | ジェームズ・クロムウェル     | 大木民夫                          | 山野史人 |
| サラ・ホランド       | マーシャ・ゲイ・ハーデン     | 山像かおり                        | 渡辺美佐 |
| ジーン・デイヴィス   | ウィリアム・ディヴェイン     | 勝部演之                          | 田中信夫 |
| イーサン・グランス   | ローレン・ディーン           | 咲野俊介                          | 宮内敦士 |
| ロジャー・ハインズ   | コートニー・B・ヴァンス      | 楠大典                            | 乃村健次 |
| バーバラ・コーヴィン | バーバラ・バブコック         | 寺内よりえ                        | 久保田民絵 |
| ヴォストフ将軍       | ラデ・シェルベッジア         | 小山武宏                          | 佐々木梅治 |
| アン・カルザース医師 | ブレア・ブラウン             | 藤生聖子                          | |
| フランク（青年時代） | トビー・スティーブンス       | 咲野俊介                          | 野沢那智 |
| ホーク（青年時代）   | イーライ・クレイグ           | くわはら利晃                      | 菅生隆之 |
| ジェリー（青年時代） | ジョン・マロリー・アッシャー | 横尾博之                          | 広川太一郎 |
| タンク（青年時代)    | マット・マッコーム           |                                   | 青野武 |
| ボブ（青年時代）     | ビリー・ウォーリー           | 坂東尚樹                          | 山野史人 |
| ジェイソン           | クリス・ワイルド             | 岡田貴之                          | |
| カクテルウェイトレス | デボラ・ジョリー             | 神代知衣                          | |
| 若いパイロット#1     | マイケル・ラウデン           |                                   | |
| 若いパイロット#2     | ジョン・ハム                 |                                   | |
| ジェイ・レノ         | ジェイ・レノ                 | 鳥畑洋人                          | 岩崎ひろし |
| その他               | N/A                          | 山門久美                          | 小池亜希子 堀越真己 宇垣秀成 星野充昭 浅井晴美 すずき紀子 岩田安生 入江崇史 落合弘治 浜田賢二 飯島肇 斉藤梨絵 加納千秋 武藤正史 |
| 日本語版制作スタッフ |                              |                                   | |
| 演出                 | 演出                         | 加藤敏                            | 高橋剛 |
| 翻訳                 | 翻訳                         | アンゼたかし                      | 平田勝茂 |
| 調整                 | 調整                         | 高久孝雄                          | 田中和成 |
| 効果                 | 効果                         |                                   | サウンドボックス |
| 編集                 | 編集                         | オムニバス・ジャパン              | オムニバス・ジャパン |
| 制作担当             | 制作担当                     |                                   | 稲毛弘之 |
| プロデューサー       | プロデューサー               | 尾谷アイコ                        | 大塚恭司 北島有子 |
| プロデューサー補     | プロデューサー補             |                                   | 野地玲子 村井多恵子 |
| 制作                 | 制作                         | ワーナー・ホーム・ビデオ 東北新社 | 東北新社 |
| 初回放送             | 初回放送                     |                                   | 2004年6月4日 『金曜ロードショー』 正味1時間50分30秒                                                                             |

ソフト版でクリント・イーストウッドの吹替を担当した小林清志はトミー・リー・ジョーンズも持ち役にしており、本作の話が来た際にジョーンズだと思ったらイーストウッドをお願いされて驚いたことをインタビューで語っている。以前イーストウッドを数本担当したのを気に入ったプロデューサーからのオファーだったが、小林はジョーンズを演じれなかったことを「私としては残念」と述べていた。

## スタッフ
- 製作・監督 - クリント・イーストウッド
- 製作 - アンドリュー・ラーザー
- 脚本 - ケン・カウフマン、ハワード・クラウスナー
- 日本語字幕 - 林完治

## 製作

### 撮影
主要撮影は1999年7月から3ヶ月間行われた。テキサス州ヒューストンのジョンソン宇宙センター、フロリダ州のケネディ宇宙センターとケープカナベラル空軍基地が使用され、フライトシミュレータ、シャトル、ミッションコントロールの内部撮影は、ワーナーブラザースのセットで行われた。
NASAの宇宙服が重くて扱いづらかったため、サザーランドは誤って後ろに倒れ、膝にひびが入った。ガーナーは、別のシーンの撮影中に転倒し、肩を脱臼した。

## 作品の評価

### 映画批評家によるレビュー
本作は批評家から好意的に受け入れられた。レビュー・アグリゲーターのRotten Tomatoesでは122件のレビューで支持率は78%、平均点は6.80/10となった。同サイトのコンセンサスは、「プロットは過度に陳腐だが、スターによる見事な演技（特にクリント・イーストウッドとトミー・リー・ジョーンズの緊迫した相互作用）と壮大な特殊効果により、この映画は見る価値がある」としている。
Metacriticでは35件のレビューを基に加重平均値が73/100であり、「概ね好評」なことを示している。

### 受賞歴
本作は2001年のアカデミー音響編集賞にノミネートされた。